# Paraguay fue noticia
Paraguay fue noticia es un largometraje documental, dirigida por Ricardo Álvarez, con producción de Paraguay, estrenada en el año 2008, que trata sobre el caso de la Tragedia de Ycua Bolaños, donde fallecieron más de 300 personas en un incendio de un supermercado de Asunción, la capital del Paraguay el 1 de agosto de 2004.  Ha sido producido por Kinemultimedia con el apoyo del Fondo Nacional para la Cultura y las Artes.
Muestra imágenes y videos del día y días posteriores a la tragedia, con archivos de Canal 13 de televisión, y los diarios ABC Color y Última Hora. Cuenta con entrevistas a las víctimas y sobrevivientes del incendio, bomberos, los acusados y sus abogados, los jueces y fiscales que llevaron la causa, entre otros.

## Sinopsis
Es 1 de agosto del año 2004, un incendio en un supermercado de Asunción deja innumerables víctimas. Testigos y sobrevivientes afirman que las puertas fueron cerradas para evitar saqueos. ¿Asesinato con fines de lucro o un fatal accidente? Un intento de respuesta, con los principales protagonistas de la tragedia.

## Reconocimientos
Obtuvo varios premios y distinciones como: «Observatorio de cine» al mejor proyecto documental de ensayo en el Forum de producción documental en Buenos Aires, Premio Observatorio de cine DocBsAs 2007. Fue parte de la selección oficial "51st International Leipzig Festival for Documentary and Animated Film, Dok Leipzig 2008″, de la selección oficial del "X Festival Internacional de Documentales Santiago Álvarez In Memoriam 2009″, del "12FMCE Festival de Málaga Cine Español 2009″ y del "V Festival Cinematográfico Internacional El ojo cojo 2009″.